# جائزة قطر الكبرى للدراجات النارية 2014
جائزة قطر الكبرى للدراجات النارية 2014 هو سباق دراجات نارية أقيم بتاريخ 23 مارس 2014 في حلبة لوسيل الدولية، الدوحة، قطر. كان الجولة الأولى من أصل 18 في سباق الجائزة الكبرى للدراجات النارية موسم 2014. فاز الإسباني مارك ماركيث بفئة الموتو جي بي بينما جاء الإيطالي فالنتينو روسي في المركز الثاني وحصل على المركز الثالث الإسباني داني بيدروسا.

## وصلات خارجية
- الموقع الرسمي